# 王范 (1905年)
王范（1905年6月16日—1967年1月12日），原名张庭谱，字贤普，江苏如东县上漫乡(今饮泉乡)人，曾任上海市人民检察院检察长、江苏省体委主任。

## 生平
出生佃户家庭。1926年11月由王盈朝介绍加入中国共产党。1928年春参与江苏如皋西乡“五一”农民暴动。1930年10月红十四军失败后，王范转移上海。1931年11月恢复党组织关系，任四马路巡捕房地下党支部书记。1932年4月被捕，法庭上对证，王范否认自己是共产党，以“共产党嫌疑犯”判处王范10年有期徒刑，关押南京陆军监狱。1937年抗战爆发后获释出狱，经李克农审查后，1937年10月，改名王凡（王范）到延安入中央党校学习担任党总支组织委员。1938年4月任陕甘宁边区保安处侦察科长、副部长等职务，受到党中央及西北局的表扬和奖励，被评为“锄奸模范”。
抗战胜利后，赴东北，1945年10月任热河省公安厅厅长、冀察热辽行署公安总局局长、中共冀察热辽分局社会部副部长兼热河省公安厅厅长。1948年12月回中央社会部工作。1949年4月底调华东局，组建保卫处任处长。1950年初任华东军政委员会公安部副部长。1955年任上海市人民检察院检察长。1958年上海市委对王范作出“调职、不作处分”的决定，下放到上海县七一人民公社担任工业部副部长、公社党委副书记，1960年6月任闵行区区长兼任区体委主任。1962年7月任江苏省体委主任。1978年4月，江苏省委为王范平反昭雪。

## 家人
夫人：李仲培（1910年～1985年），原名李涵葳，湖南长沙人。1941年7月与王范在延安结婚。1955年任上海市妇联副主任。1962年7月江苏省妇联副主任。1977年春任江苏省高级人民法院顾问。1979年2月任江苏省妇联副主任。